# Laurent Imbert

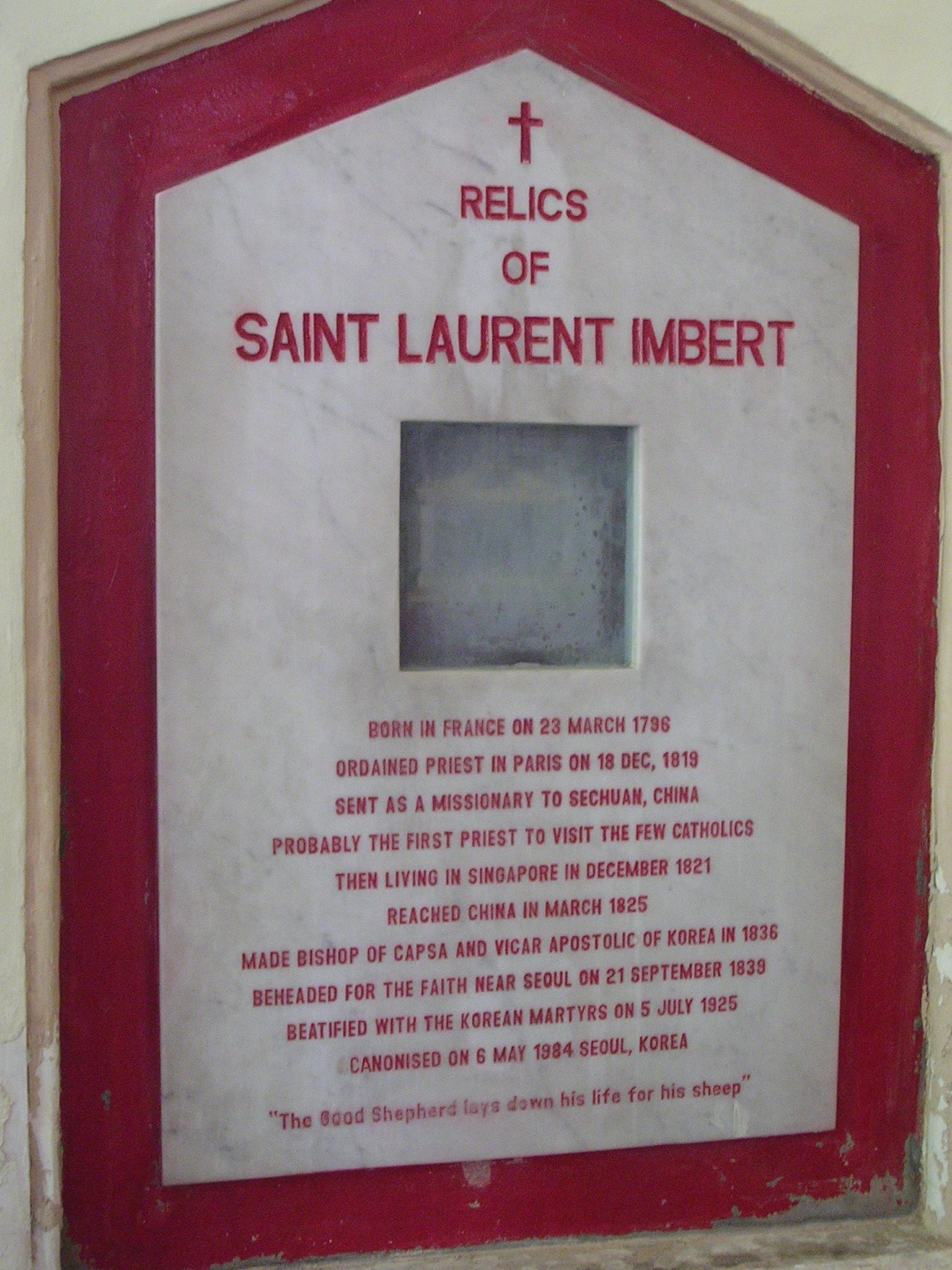
Sankt Laurent-Marie-Joseph Imberts reliker i Den gode herdens katedral, Singapore.

Sankt Laurent-Marie-Joseph Imbert, född i en fattig lantbrukarfamilj den 23 mars 1796 i Marignane, Frankrike, död (halshuggen) den 21 september 1839, var en fransk missionär. 
Han studerade vid seminariet hos Missions Étrangères de Paris 1818. Efter sin prästvigning den 18 december 1819 sändes han till Kina 1820. Innan han kom dit undervisade han vid collegium generale i Penang, Malaya från april 1821 till januari 1822. 
1821 önskade biskop Esprit-Marie-Joseph Florens, den apostoliske vikarien av Siam honom till Singapore, där han ville öppna en missionsstation. Först ville han dock få förhållandena på ön undersökta. Det var det uppdraget den unge missionären hade att utföra. Han nådde Singapore den 11 december 1821 och tillbragte ungefär en vecka där. Imbert kan ha varit den förste präst som celebrerade mässan på ön.
1822 seglade han mot Macao, men då han inte kunde komma dit direkt vistades han två år i Tonkin, Franska Indokina. I Kina verkade han tolv år i Sichuanprovinsen och grundade ett seminarium i Moupin.
Den 26 april 1836 utnämndes han till apostolisk vikarie av Korea och titulärbiskop av Capsa. Den 14 maj 1837 vigdes han till biskop och begav sig i hemlighet från Manchuriet till Korea samma år. Vid denna tid genomgick Korea en period av kristendomsförföljelse.
Den 10 augusti 1839 blev biskop Imbert förrådd. När han insåg att det endast var en fråga om tid innan han skulle arresterad och dödad firade han mässan och överlämnade sig till dem som låg i bakhåll för honom. Han fördes till Seoul där han torterades för att avslöja de utländska missionärernas uppehållsort. 
I förhoppningen att hans konvertiter skulle lämnas ifred om alla utlänningar gav sig till känna skrev han till sina medmissionärer, Pierre-Philibert Maubant och Jacques-Honoré Chastan och bad dem att överlämna sig till de koreanska myndigheterna. Han skrev: "Den gode herden ger sitt liv för fåren" (Joh. 10:11).
De följde uppmaningen och de tre hölls fängslade tillsammans. De blev förhörda och utfrågade i tre dagar för att de skulle avslöja konvertiternas namn och uppehållsorter. När tortyren misslyckades med att bryta ned dem sändes de till ett annat fängelse och slutligen avrättade i Saenamteo, Korea. Deras kroppar ställdes ut till beskådande under flera dagar men begravdes till sist på berget Nogu.
De tre martyrerna tillhörde de 79 koreanska martyrer som saligförklarades 1925 och bland de etthundratre martyrer som kanoniserades av Johannes Paulus II i Seoul den 6 maj 1984. Festdagen för Saint Laurent-Marie-Joseph Imbert är den 20 september (tidigare den 10 juni).